# Maupas/Valency
Maupas/Valency ist ein Stadtteil der Schweizer Stadt Lausanne. Er befindet sich im westlichen Teil der Stadt.
Der Stadtteil selbst ist wiederum in fünf Sektoren aufgeteilt. Es sind dies Maupas, Av. d’Echallens, Montétan, Chablière und Valency. Auf einer Fläche von 0,803 km² wohnten im Jahr 2018 rund 13'713 Einwohner.

## Lage
Maupas/Valency ist zum grössten Teil überbaut, und die Gegend erinnert bereits stark an die angrenzenden Vororte Prilly und Renens, die vor allem Industrie und  Wohnblöcke beherbergen. Der Stadtteil ist daher auch aufgrund der grossen Überbauung, gemessen an der Einwohnerzahl, der grösste von Lausanne.

## Öffentliche Verkehrsmittel
Die Buslinie 9 von Prilly der Transports publics de la région Lausannoise durchquert das Gebiet. Weiter durchfährt die Chemin de fer Lausanne-Echallens-Bercher den Stadtteil, zum Teil auf einer Strassentrasse.

## Bauwerke und Sehenswürdigkeiten
- Die Fondation de l’Hermitage befindet sich am östlichen Ende des Stadtteils.
- Collection de l’Art Brut, ebenfalls im Osten des Quartiers

## Galerie

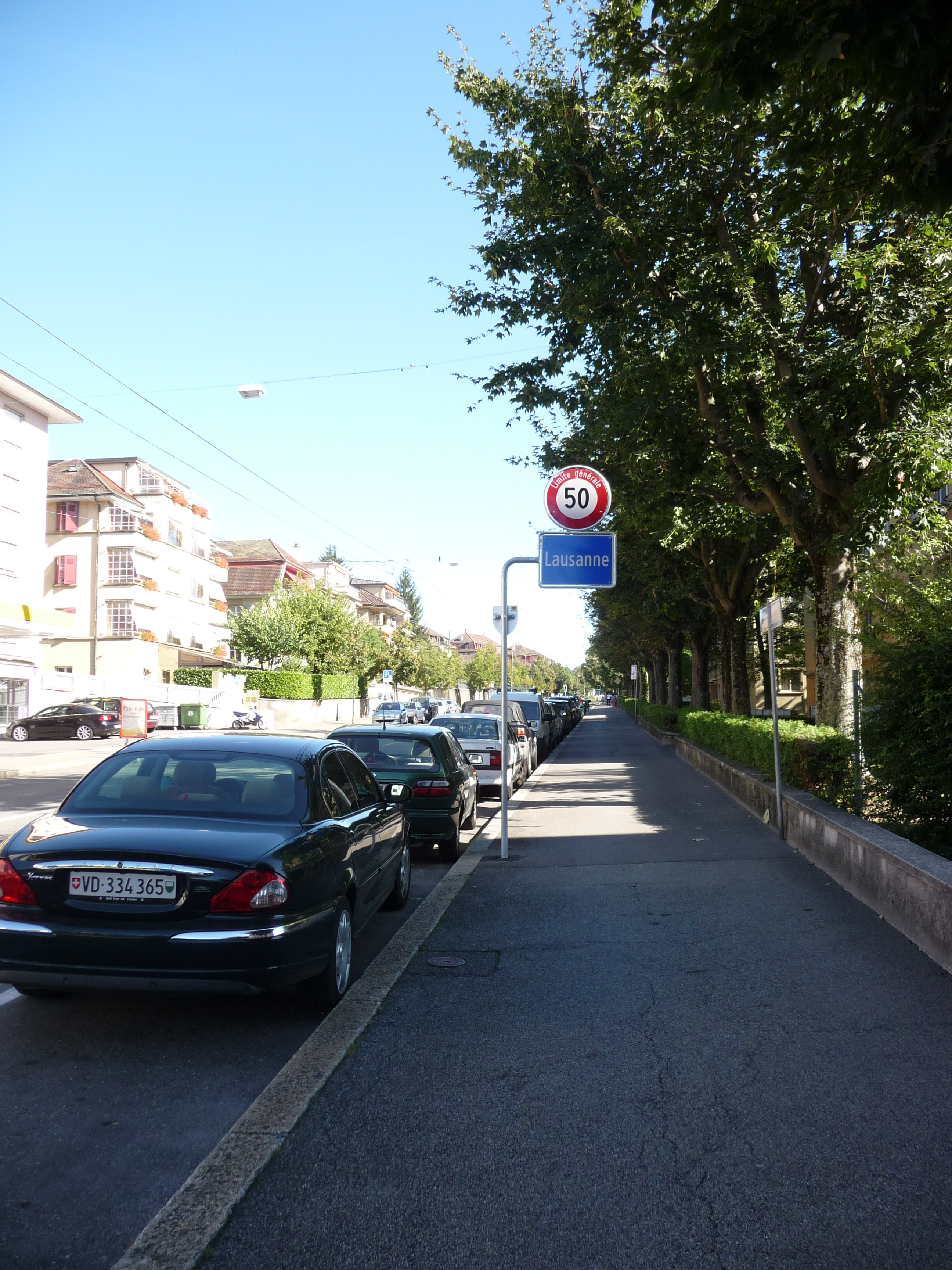
Stadteingang Lausanne im Quartier Valency